# Футбольная федерация Австралии
Федерация Футбола Австралии (англ. Football Federation Australia, сокр. FFA) — австралийская национальная футбольная организация, член ФИФА и Азиатской конфедерации футбола.
Являлась одним из членов-основателей Конфедерации футбола Океании в 1966 году, объединившего страны Океании. В 2006 году перешла в Азиатскую конфедерацию футбола с целью получения возможности проведения соревнований с более сильными командами и предоставления более равноправной конкуренции для членов ОФК. С 2013 года относится к региональной федерации футбола АСЕАН.
Федерация вкладывает огромные суммы для развития футбола в стране. За последнее время уровень футбола Австралии вырос значительно, многие австралийцы играют в Англии и других сильнейших национальных первенствах.